# Sphagnum carolinianum
Sphagnum carolinianum är en bladmossart som beskrevs av Charles Frederick Andrus 1983. Sphagnum carolinianum ingår i släktet vitmossor, och familjen Sphagnaceae. Inga underarter finns listade i Catalogue of Life.